# Fei-Fei Li
Fei-Fei Li, née en 1975 est une informaticienne et chercheuse américaine spécialiste de la vision artificielle. Elle est professeure d'informatique à l'université Stanford. Li est co-directrice du Stanford Institute for Human-Centered Artificial Intelligence, et co-directrice du Stanford Vision and Learning Lab.
Elle dirige le Stanford Artificial Intelligence Laboratory (SAIL) de 2013 à 2018. En 2017, elle co-fonde AI4ALL (Intelligence artificielle pour tous), pour augmenter la diversité et l'inclusion dans le domaine de l'IA.
Ses activités de recherche concernent l'apprentissage automatique, l'apprentissage profond, la vision par ordinateur et les neurosciences cognitives. Elle est la principale instigatrice de la base d'images ImageNet.

## Biographie

### Études
Fei-Fei Li est née à Pékin en 1975 et grandi à Chengdu. Son père émigre aux États-Unis quand elle a 12 ans. Elle le rejoint avec sa mère à 16 ans à Parsippany-Troy Hills (New Jersey). Elle effectue ses études au Lycée de Parsippany, avant d'être admise à l'université de Princeton, où elle étudie principalement la physique, mais aussi l'informatique et les sciences de l'ingénieur. Elle obtient un master en physique, mathématiques appliquées et physique pour l'ingénieur en 1999.
Fei-Fei Li est admise au California Institute of Technology où elle obtient sa thèse de doctorat en électronique en 2005. Son sujet de thèse est Visual Recognition: Computational Models and Human Psychophysics, sous la direction de Pietro Perona et Christof Koch. Ses études sont soutenues par la National Science Foundation Graduate Research Fellowship et The Paul & Daisy Soros Fellowships for New Americans.

### Carrière
De 2005 à 2006, Fei-Fei Li est professeure assistante du département informatique et électronique de l'université de l'Illinois à Urbana-Champaign, puis dans le département d'informatique de l'université de Princeton de 2007 à 2009. En 2009, elle est recrutée à l'université Stanford et obtient un poste permanent (Tenure) en 2012, et devient professeure en 2017, toujours à Stanford,. À Stanford, Fei-Fei Li est directrice du Stanford Artificial Intelligence Lab (SAIL) de 2013 à 2018. Elle co-fonde the Human-Centered AI Institute, avec son co-directeur John Etchemendy, ancien doyen de l'université Stanford.
Li est co-directrice du Stanford Institute for Human-Centered Artificial Intelligence, et Co-directrice du Stanford Vision and Learning Lab.
De janvier 2017 à l'automne 2018, elle rejoint Google Cloud en tant que vice-présidente et directrice scientifique de l'intelligence artificielle. Son équipe se focalise sur la démocratisation des technologies de l'IA, et le fait de faciliter leur adoption pour les développeurs et dans les produits commerciaux, y compris pour des produits comme AutoML (en),.
Elle retourne à l'université Stanford continuer ses recherches à l'automne 2018.
Fei-Fei Li est également connue pour ses activités bénévoles au sein de l'organisation AI4ALL qu'elle a cofondée. Sa mission est d'éduquer la nouvelle génération de pratiquants, penseurs et dirigeants de l'IA, en promouvant la diversité et l'inclusion, à travers des principes d'IA centrés sur l'humain,,. Elle dirige le Stanford Artificial Intelligence Laboratory (SAIL) de 2013 à 2018. En 2017, elle co-fonde AI4ALL (Intelligence artificielle pour tous), une organisation à but non lucratif pour augmenter la diversité et l'inclusion dans le domaine de l'IA,. La création de AI4ALL est la suite de nombreuses initiatives d'écoles d'été à Stanford à destination des lycéennes, initiées par Li et son ancienne étudiante Olga Russakovsky.
En 2020, Fei-Fei Li est élue membre de l'Académie nationale d'ingénierie des États-Unis. En mai 2020, elle rejoint le directoire de Twitter en tant que membre indépendante.
Elle a dirigé de nombreuses thèses, dont celles des chercheurs et chercheuses Olga Russakovsky, Timnit Gebru ou Andrej Karpathy.

## Sujets de recherche
Ses activités de recherche concernent l'apprentissage automatique, l'apprentissage profond, la vision par ordinateur et les neurosciences cognitives. Elle est la principale instigatrice de la base d'images ImageNet qui permet de très importantes avancées en apprentissage profond.
Elle a publié plus de 180 articles de recherche dans des conférences ou journaux avec comité de lecture. Ses travaux apparaissent dans des journaux d'informatique et de neurosciences, en particulier  Nature, Proceedings of the National Academy of Sciences, Journal of Neuroscience, Conference on Computer Vision and Pattern Recognition, International Conference on Computer Vision, Conference on Neural Information Processing Systems, European Conference on Computer Vision, International Journal of Computer Vision, et IEEE Transactions on Pattern Analysis and Machine Intelligence. Parmi ses travaux les plus reconnus, ses travaux sur la base d'images ImageNet, qui ont révolutionné le domaine de la recherche d'image par le contenu,,,,
Fei-Fei Li a dirigé l'équipe d'organisation de la compétition internationale sur la reconnaissance de tâches visuelles (ImageNet Large-Scale Visual Recognition Challenge ILSVRC) entre 2010 et 2014. Ses recherches en vision par ordinateur ont contribué significativement à un domaine désigné comme la compréhension des scènes naturelles. Ses travaux sont reconnus dans ce domaine par l'association IAPR en 2016. Elle donne une Conférence TED à Vancouver en 2015, qui depuis a été vue plus de deux millions de fois.
Plus récemment, Fei-Fei Li s'intéresse à l'application de l'intelligence artificielle dans la santé, en collaboration avec Arnold Milstein.

## Ouvrages
- (en) The Worlds I see : Curiosity, exploration, and discovery at the Dawn of AI, Flatiron Books, 2023 (ISBN 978-1250897930)[37]

## Récompenses et honneurs

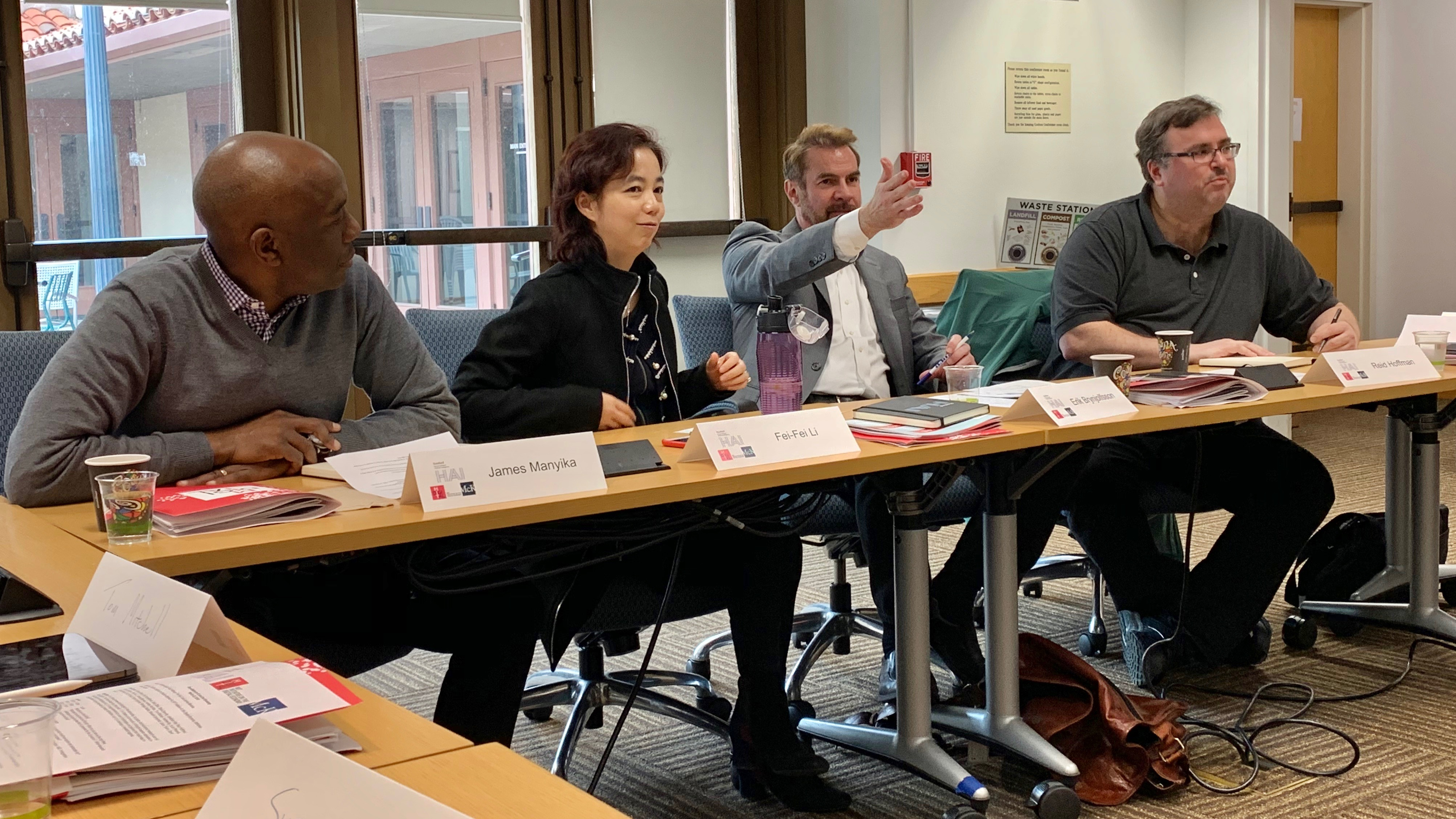
Fei-Fei Li à Stanford en 2019 lors d'une table ronde sur l'intelligence artificielle et l'économie.

- 1999 Paul and Daisy Soros Fellowship for New Americans[38]
- 2006 Microsoft Research New Faculty Fellowship[39]
- 2009 NSF CAREER Award[40]
- 2010 Meilleur article, IEEE Conference on Computer Vision and Pattern Recognition (CVPR)[41]
- 2011 Fellow, Alfred P. Sloan Fellowship[42]
- 2015 One of the Leading Global Thinkers of 2015, Foreign Policy[43]
- 2016 IEEE PAMI Mark Everingham Prize [reference link][44]
- 2016 J.K. Aggarwal Prize, International Association for Pattern Recognition (IAPR)[35]
- 2016 One of the 40 “The great immigrants,” Carnegie Foundation[45],[46]
- 2017 WITI@UC Athena Award for Academic Leadership, University of California[47]
- 2017 One of Seven Women in Technology honorees, Elle Magazine[48]
- 2018 Élue comme ACM Fellow pour ses contributions à bâtir une large base de connaissance pour l'apprentissage artificiel et la compréhension visuelle[49]
- 2018 "America's Top 50 Women In Tech" by Forbes[50]
- 2019 Technical Leadership Abie Award Winner, AnitaB.org[51]
- 2019 IEEE PAMI prix Longuet-Higgins